# Bodies (TV-serie)
Bodies är en brittisk historisk kriminal- och dramaserie från 2023 som hade premiär på strömningstjänsten Netflix den 19 oktober 2023. Första säsongen består av åtta avsnitt. Serien är skapad av Paul Tomalin.

## Handling
Serien utspelar sig i London och kretsar kring fyra poliser, i fyra olika tidsperioder som var en utreder samma mord.

## Roller i urval
- Shira Haas - Iris Maplewood
- Stephen Graham - Elias Mannix
- Jacob Fortune-Lloyd - Charles Whiteman
- Kyle Soller - Hillinghead
- Amaka Okafor - Shaharan Hasan
- Synnøve Karlsen - Polly Hillinghead